# Kaplica Świętej Rodziny w Birżebbuġy
Kaplica Świętej Rodziny (malt. Il-kappella tas-Sagra Familja, ang. Chapel of the Holy Family) – rzymskokatolicka kaplica przy Triq iż-Żurrieq w Birżebbuġy na Malcie. Położona jest na terenie parafii św. Piotra w Okowach w tejże miejscowości. 

## Historia
Pierwsza data związana z tą kaplicą to 20 lutego 1864, kiedy to ks. Antonio Albanese z Bormli wraz z architektem Luigim Ovidio Doubletem, w związku z szybko rosnącą populacją Birżebbuġy złożyli do władz kościelnych wniosek o budowę na tym terenie kaplicy lub oratorium, gdyż najbliższy kościół znajdował się w Gudji w odległości ponad 7 kilometrów.
Po uzyskaniu 21 czerwca 1865 zgody, w święto L-Imnarja, 29 czerwca 1865 ks. Antonio Albanese jako delegat biskupa Gaetano Pace Forno położył kamień węgielny nowej świątyni. Kaplica była pod zarządem świeckim rodziny Albanese, która wyłożyła większość funduszy na jej budowę. Służyła ona lokalnej społeczności jako jedyny kościół do 1907/1908, kiedy zbudowano kościół Matki Boskiej Bolesnej.
Po utworzeniu parafii w Birżebbuġy w 1913 kaplica straciła na znaczeniu. Pomiędzy trzecią dekadą a latami 60. XX wieku kobiety ze Stowarzyszenia Doktryny Chrześcijańskiej (M.U.S.E.U.M.) uczyły w niej katechizmu. Po tym jak w 1964 Stowarzyszenie przeniosło się do nowego pomieszczenia przy kościele parafialnym, kaplicę przejął Legion Maryi, stąd zaczęła być znana jako kaplica Legionu Maryi.
W lutym 2001 kaplicę powierzono pod opiekę i administrację parafii Birżebbuġa, zaś w lipcu 2001 rozpoczęto jej remont przed otwarciem jako kaplicy całodziennej adoracji Najświętszego Sakramentu. Po zakończeniu niezbędnej renowacji, 19 czerwca 2009 uroczyście zainaugurowano adorację.

## Architektura

### Wygląd zewnętrzny

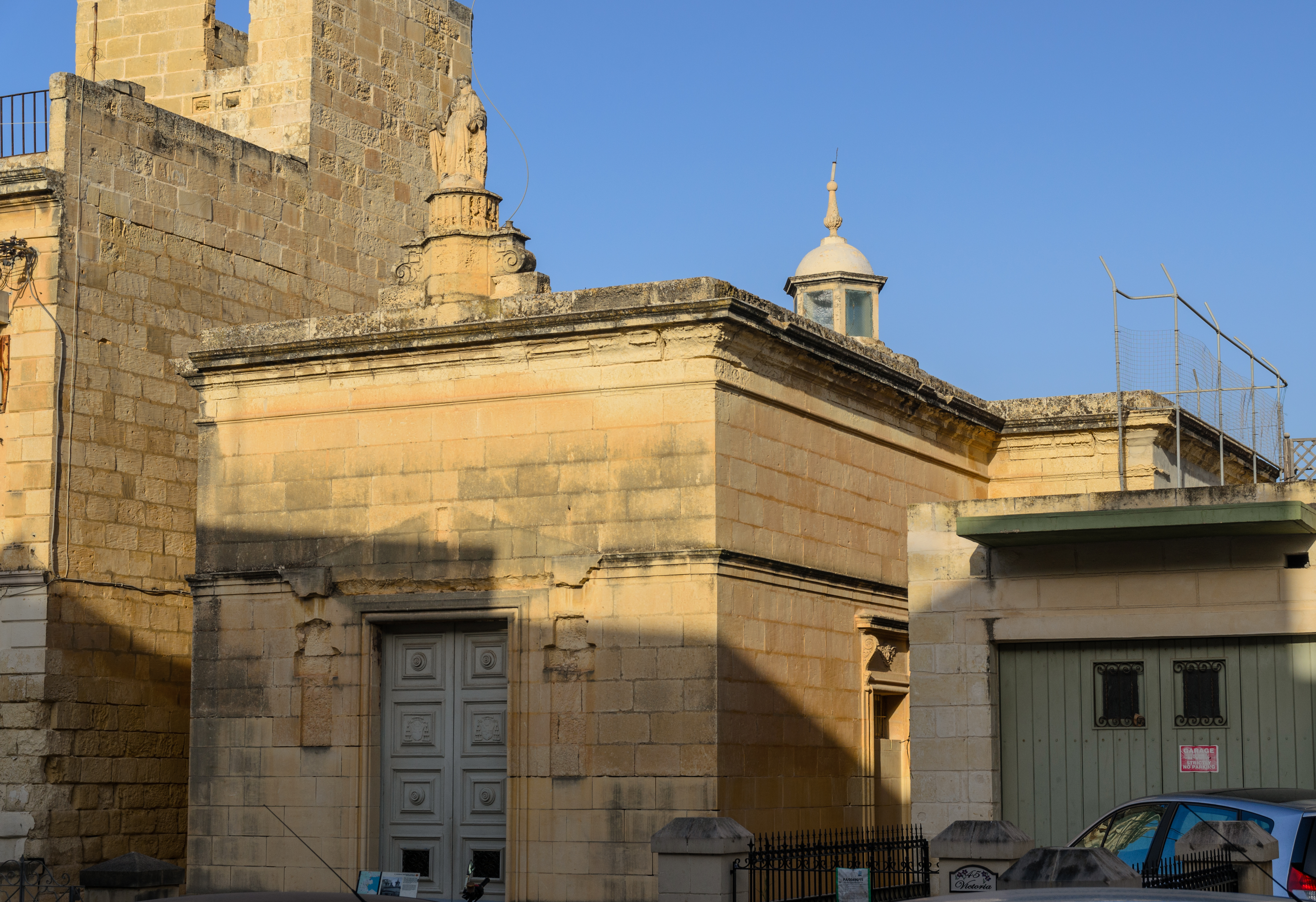
W głębi nad dachem kaplicy widoczna jest latarnia na kopule

Kaplica została zbudowana według planu Luigiego Ovidio Doubleta i ma kształt krzyża łacińskiego. Oryginalnie do fasady przylegał portyk wsparty na ośmiu kolumnach jońskich. Fasada na krańcach zwieńczona była dwoma dzwonnicami, z figurą Matki Bożej Cudownego Medalika między nimi. Z biegiem czasu portyk oraz dzwonnice uległy uszkodzeniu warunkami atmosferycznymi i brakiem konserwacji, i na początku 1978 zostały rozebrane. 

### Wnętrze
W kaplicy znajduje się jeden kamienny ołtarz, a za nim w apsydzie umieszczony jest obraz przedstawiający Świętą Rodzinę. Na przecięciu nawy i transeptu kaplicę przykrywa kopuła z latarnią, która jednocześnie doświetla wnętrze, zaś z tyłu są dwie małe zakrystie. Nad drzwiami znajduje się galeria organowa. 

## Ochrona dziedzictwa kulturowego
27 września 2013 obiekt wpisany został na listę National Inventory of the Cultural Property of the Maltese Islands pod numerem 1713.